# 4. redovita opća skupština Biskupske sinode
Četvrta redovita opća skupština Biskupske sinode održana je od 30. rujna do 29. listopada 1977. godine. Tema sinode bila je: Kateheza u naše vrijeme, posebice djece i mladih.
U radu sinode biskupa sudjelovalo je 204 sinodalna oca. Kao predstavnik hrvatskoga episkopata sudjelovao je splitsko-makarski nadbiskup Frane Franić.
Na završetku sinode papi su upućena 34 prijedloga te još 900 prijedloga. Materijalima sa sinode poslužio se papa Pavao VI. prigodom pisanja dokumenta Evangelii nuntiandi te papa Ivan Pavao II. pišući Catechesi tradendae.

### Članci
- Vukšić, Tomo. 2006. Teme i način rada generalnih biskupskih sinoda (1967.-2001.). Vrhbosnensia. Univerzitet u Sarajevu – Katolički bogoslovni fakultet. Sarajevo. 10 (1): 49–78